# Saxon-Sion
Saxon-Sion – miejscowość i gmina we Francji, w regionie Grand Est, w departamencie Meurthe i Mozela.
Według danych na rok 1990 gminę zamieszkiwało 80 osób, a gęstość zaludnienia wynosiła 13 osób/km² (wśród 2335 gmin Lotaryngii Saxon-Sion plasuje się na 965. miejscu pod względem liczby ludności, natomiast pod względem powierzchni na miejscu 910.).